# Джо Мартінеллі
Джо Мартінеллі (англ. Joe Martinelli, 22 серпня 1916 — 20 липня 1991) — американський футболіст, що грав на позиції захисника, зокрема, за клуби «Потакет Рейнджерс» та «Кірні Скотс», а також національну збірну США.

## Клубна кар'єра
У футболі дебютував 1934 року виступами за команду «Потакет Рейнджерс», в якій провів один сезон. 
Своєю грою за цю команду привернув увагу представників тренерського штабу клубу «Нью-Йорк Американс», до складу якого приєднався 1935 року. Відіграв за команду з Нью-Йорка наступний сезон своєї ігрової кар'єри.
Згодом захищав кольори команд «Бруклін Селтік», «Філадельфія Герман-Американс», «Бруклін Вондерерс» і «Кірні Скотс». 

## Виступи за збірну
1937 року дебютував в офіційних матчах у складі національної збірної США. Протягом кар'єри у національній команді провів у її формі 3 матчі.
Був присутній в заявці збірної на чемпіонаті світу 1934 року в Італії, але на поле не виходив.
Помер 20 липня 1991 року на 75-му році життя.